# Adam Münchheimer

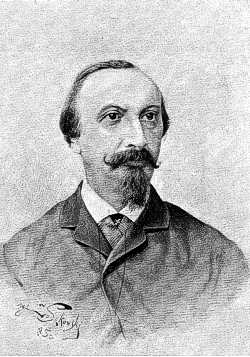
Adam Münchheimer, portret

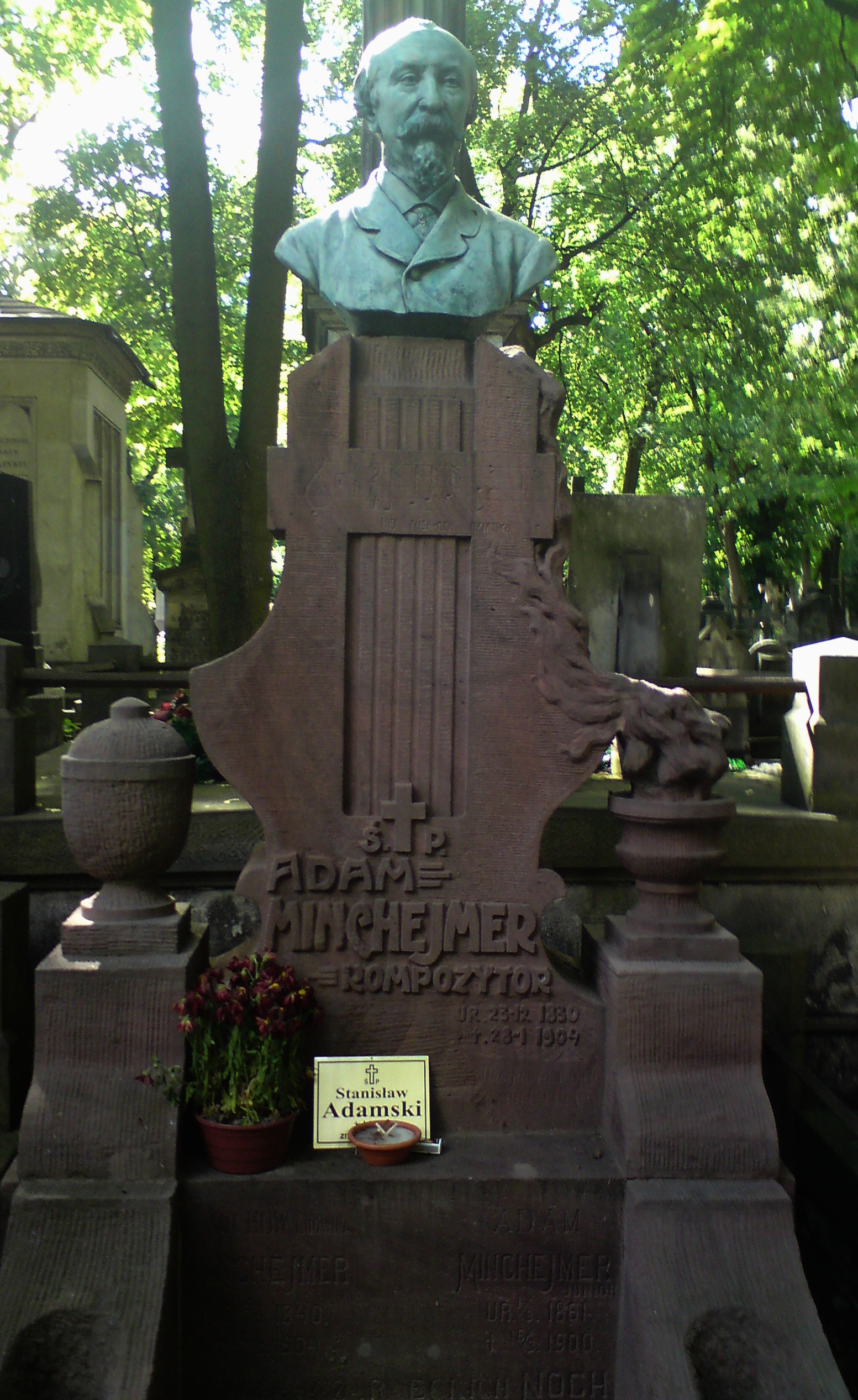
Nagrobek kompozytora na cmentarzu Powązkowskim w Warszawie

Adam Münchheimer także: Adam Minchejmer, Adam Minchheimer, Adam Münchejmer (ur. 23 grudnia 1830 w Warszawie, zm. 28 stycznia 1904 tamże) – polski kompozytor, dyrygent, skrzypek, pedagog, dyrektor warszawskiej opery. 

## Życiorys
Syn Marii i Karola Zygmunta, wnuk znanego grawera i pieczątkarza Abrahama Münchheimera, pochodził z rodziny związanej ze znaną Fabryką guzików, wyrobów pieczętarskich i metalowych. Uczeń J. Hornziela – skrzypce i A. Freyera w Warszawie oraz A.B. Marxa – kompozycja w Berlinie. Od 1850 skrzypek orkiestry, od 1858 dyrektor muzyczny, w latach 1864–91 dyrygent, a od 1872 - po śmierci Stanisława Moniuszki dyrektor Teatru Wielkiego w Warszawie. W latach 1861–1863 profesor w Instytucie Muzycznym i w Instytucie Aleksandryjsko-Maryjskim Wychowania Panien. Od 1890 dyrygent w Warszawskim Towarzystwie Muzycznym, w latach 1895–1902 dyrektor Szkoły Muzycznej. 
Skomponował muzykę do 4 oper: Otton łucznik (1864), Stradyota (Stradiota) (1876), Mazepa (1885) oraz Mściciel (Il vendicatore) (1897, prawykonanie 1910), 3 msze, Requiem, muzykę do 3 obrazów do baletu Figle szatana (1870) wraz ze Stanisławem Moniuszką (partytura baletu zaginęła podczas II wojny światowej, rekonstrukcja muzyki – Rafał Augustyn, 1984–85 1988), utwory kameralne, pieśni m.in.:
 Czarny krzyżyk (1889?) – słowa Brunona Bielawskiego – inna wersja muzyki: Stanisław Moniuszko (1865?),
 Z nową wiosną (1890?) – słowa Czesława Jankowskiego – inna wersja muzyki: Mieczysław Karłowicz (1895).
 Opracował Bogurodzicę (1860). 
Był jednym z założycieli Warszawskiego Towarzystwa Muzycznego w 1871. W 1872 zorganizował pogrzeb Stanisława Moniuszki komponując specjalnie na tę uroczystość Marsz żałobny oparty motywach utworów zmarłego. W 1893 zdobył nagrodę za Mszę na konkursie kompozycji w Belgii.
Został pochowany na cmentarzu Powązkowskim w Warszawie (kwatera 18-5-23). W październiku 1908 został poświęcony pomnik nagrobny, ufundowany przez syna Czesława i wykonany przez rzeźbiarza Feliksa Giecewicza (nagrobek stanowi lira z wieńczącym popiersiem zmarłego, pod którym zawarto pierwsze nuty pieśni kompozytora pt. „Hej, flisacza dziatwo”).

## Twórczość
- muzyka do dramatu Biedny Jakub (1859)[19]
- Stanisław Moniuszko: Figle szatana – balet w 6 obrazach. Adam Münchheimer, Virgilio Calori (libretto). 1870. Brak numerów stron w książce (zaginiony – rekonstrukcja Rafał Augustyn, 1984–5, 2007)
- Maksymilian Radziszewski - libretto na podstawie dramatu Mazepa Juliusza Słowackiego: Mazepa – opera w 4 aktach. Adam Münchheimer (muzyka). Warszawa: 1885. Brak numerów stron w książce prapremiera 1 maja 1900 Teatr Wielki w Warszawie[7]
- Adam Münchheimer: Fantazja z opery Mazepa na orkiestrę symfoniczną. Warszawa. Brak numerów stron w książce
- Adam Münchheimer: Mazurek. Brak numerów stron w książce
- Adam Münchheimer: Mściciel (opera w 3 aktach - język włoski Il Vendicatore). Miller (libretto). 1897. Brak numerów stron w książce prapremiera 7 maja 1910 w Warszawie[8][7]
- Adam Münchheimer (na okładce: Adam Minchejmer): Romans z opery "Mściciel" (j. włoski "Il Vendicatore"). ?, s. 4.
- Adam Münchheimer: Stradiota (opera w 5 aktach ). Jan Tomasz Seweryn Jasiński (libretto). 1869. Brak numerów stron w książce prapremiera 12 grudnia 1876 Teatr Wielki w Warszawie[7]
- Czesław Jankowski (słowa): Z nową wiosną: śpiew z towarzyszeniem fortepianu. Adam Münchheimer (muzyka). Warszawa: Rajchman i Frendler, 1890, s. 8.
- Adam Münchheimer: Otton łucznik (opera w 5 aktach). libretto Jan Chęciński na podstawie powieści Aleksandra Dumasa (ojca) Othon l'archer. 1864. Brak numerów stron w książce prapremiera 5 grudnia 1865 Teatr Wielki w Warszawie[7]
- Adam Münchheimer: Pieśń góralska z towarzyszeniem fortepianu. ok. 1870 ?, s. 7. OCLC 84206829.
- Adam Münchheimer (aranżacja): Dziewczyna mazowiecka (mazurek op. 17 nr 1). Fryderyk Chopin. Brak numerów stron w książce
- Adam Münchheimer (opracowanie): Bogarodzica: hymn z X wieku. Słowa i melodia [według naydawnieyszych podań Ś-go. Wojciecha]. Warszawa: Nakładem Sztycharni A. Dzwonkowskiego i Sp., 1860. Brak numerów stron w książce

## Literatura
- Mała encyklopedia muzyki. Warszawa: PWN, 1970, s. 674.
- Bogdan M Jankowski: Adam Münchheimer – działacz muzyczny i kompozytor (Praca magisterska wykonana w Katedrze Muzyki Polskiej Instytutu Muzykologii Uniwersytetu Warszawskiego pod kier. prof. dr Hieronima Feichta w 1961 r.). Warszawa: Jerzy Moraś Wydawnictwo Szachowe "Penelopa", 2007, s. 160. ISBN 83-86407-48-4. OCLC 189644928.